# Université Batna 1
 (mai 2011).
L'université de Batna Hadj Lakhder ou université Batna 1 est une université algérienne située à Batna. Elle est fondée à la fin des années 70 en tant que centre universitaire Madani Abrouk et obtient en 1990 son statut d'université. Elle porte le nom du Moudjahid Hadj Lakhdar.
Elle est classée par le U.S. News & World Report au 109e rang du classement régional 2016 des universités arabes. En 2018, selon UniRanking, elle se classe 119ème rang des universités africaines.

## Histoire
Dans les années 1970, l'ancien hôpital de la ville de Batna se transforme en centre universitaire. Il portera le nom de Madani Abrouk. Plusieurs disciplines sont enseignées : médecine, mécanique, génie civil, etc.
En 1990, le centre universitaire de la ville prend le statut d' « Université de Batna Hadj Lakhdar ».
L'université de Batna est classée 7e en Algérie. Elle occupe également le 62e rang en Afrique.
Dans ce cadre, une nouvelle université devrait voir le jour à Batna, plus précisément à Fesdis, dans l'ambition d'alléger les autres sites de l'université de la wilaya, notamment les habitants de la ville de Barika comprenant 22 000 places pédagogiques et 22 000 lits pour la nouvelle cité universitaire la jouxtant. En outre, un stade de 10 000 places ainsi qu'une piscine semi-olympique devraient être créés. Sa mise en service devrait, elle, sauf retard, être prévue pour la rentrée scolaire 2010, d'après le journal algérien Le Financier .
L'ouverture de cet immense pôle devrait vraisemblablement avoir lieu à la rentrée 2011 en parallèle à une multitude d'autres projets.
En 2013, le département de langue et culture amazighes est créé. En 2016, le département des arts est créé au sein de la faculté des langues. En 2019, un train est mis à disposition des étudiants de l'université sur la ligne Ain Touta/Fesdis. Trois navettes quotidiennes sont annoncées.

## Organisation
Actuellement l'université regroupe plusieurs campus, facultés et instituts. Les lieux d'hébergement de ces structures sont le Campus Hadj Lakhder, le CUB I, le CUB II, le Campus Tahar H’liss, le MATUC, l'ISM Complexe Biomédical ainsi que le CFPA route de Tazoult.

### Facultés
Les facultés sont : 
- Faculté des sciences et technologies ;
- Faculté des sciences ;
- Faculté de droit et des sciences politiques ;
- Faculté des sciences économiques ;
- Faculté de gestion et des sciences commerciales ;
- Faculté de Médecine ;
- Faculté des lettres et langues ;
- Faculté des sciences humaines et sociales et des sciences islamiques (lieu mosquée du 1er novembre) ;
- Etc.

### Instituts
Les instituts sont :
- L'institut d'hygiène et de la sécurité industrielle ;
- L'institut des sciences vétérinaires et des sciences agronomiques ;
- L'institut de génie civil ;
- L'institut d'hydraulique ;
- L'institut d'architecture ;
- L'institut d'éducation physique et sportive.